# L'ottimismo
L'ottimismo è un libro scritto dal sociologo Francesco Alberoni, pubblicato nella sua prima edizione durante l'anno 1994.

Il libro è scritto con uno stile divulgativo ed è impreziosito da una lunga serie di riferimenti letterari e storici.
Il libro inizia con la descrizione delle caratteristiche dell'individuo ottimista e di quello pessimista. Per fare questa distinzione, il sociologo presenta altri elementi che compongono la batteria umana, come l'entusiasmo, il cinismo, il nichilismo e il catastrofismo.
Nel secondo capitolo, Alberoni si occupa del potere, analizzandone le varie tipologie, le modalità e gli attributi, quali la durata e la forza. L'autore vaglia tutti i comportamenti e gli atteggiamenti tipici di un capo, per valutarne gli effetti e le conseguenze; la gamma è piuttosto vasta, dato che passiamo dai leader democratici a quelli autoritari, dai capi di Stato ai dirigenti di azienda. Alcuni fenomeni particolari, vivisezionati da Alberoni, che si creano attorno al capo, sono quelli formati dai cortigiani, dai subalterni mediocri e dai dipendenti schiacciati. Il sociologo si occupa anche di quelle "categorie" di uomini che temporaneamente, e magari in un particolare contesto, possono essere investiti di un certo potere, come per esempio quello del disturbatore.
Nelle pagine seguenti, Alberoni tocca vari temi, dall'importanza del ruolo all'imprenditoria, dal capitalismo all'impresa, però approfondisce il caso in cui il lavoratore si trovi al posto sbagliato e quindi perda lentamente l'entusiasmo.
Una delle tematiche principali focalizzate da Alberoni è quella della paura della novità, che costringe i sofferenti ad una serie di stratagemmi atti a mascherare la realtà e la vita mutevoli. Assieme alla invidia, all'eccesso di competizione, alla mancanza di umiltà e di ispirazione, questi fattori possono scalfire una corretta predisposizione all'ottimismo.
Il libro si conclude con la speranza che gli individui riescano a sfruttare le loro potenzialità interiori, e accomunandole allo slancio e alla dedizione, riescano ad affrontare le inevitabili avversità della vita con coraggio e dignità. Quindi la vera essenza dell'ottimismo, secondo Alberoni, non risiede tanto nella capacità di guardare il mondo con gli occhi dell'ingenuo, quanto di accettare la sfida quotidiana con entusiasmo, cercando di migliorare attimo dopo attimo, gradino dopo gradino.

## Edizioni
- Francesco Alberoni, L'ottimismo, Garzanti, 1994,  pp.220, cap.5.